# Diritto reale di abitazione
Il diritto reale di abitazione è un diritto reale di godimento su bene altrui. È disciplinato, insieme al diritto reale di uso, dagli articoli 1021 e seguenti del codice civile italiano.
Il diritto reale di abitazione è più circoscritto del diritto di uso: ha per oggetto una casa e consiste nel diritto di abitarla solo per i bisogni del titolare del diritto e della sua famiglia.
Il codice non consente di cedere il diritto ad altri o di dare in locazione la casa gravata da questo diritto.
Il diritto di abitazione sulla casa adibita a residenza coniugale spetta anche, in caso di morte di uno dei coniugi, al coniuge superstite ed, essendo considerato un legato "ex lege", si acquisisce immediatamente al momento dell'apertura della successione ereditaria.
Di diversa natura è l'assegnazione della casa coniugale, a seguito di separazione dei coniugi, al coniuge affidatario della prole minore o (dopo le modifiche introdotte dalla legge n. 54 dell'8 febbraio 2006) in caso di affido condiviso, al coniuge con cui la prole minore stabilisce la propria residenza.
Tale fattispecie, infatti, integra in capo all'assegnatario un diritto di natura personale, in quanto disposta solo nell'interesse della prole, e non un diritto reale di abitazione (Cass. Civ., Sez. V, sent. n. 6192/2007).